# Hugues III de Rodez
Pour les articles homonymes, voir Hugues de Rodez et Hugues III.
Hugues III de Rodez, mort en 1196, fut comte de Rodez de 1195 à 1196, en association avec son père, et vicomte de Bénavent. Il était fils de Hugues II, comte de Rodez et vicomte de Carlat, et d'Agnès d'Auvergne.

## Biographie
D'une épouse inconnue, il aurait eu :
- Bernard ;
- Jean ;
- Hugues, vicomte de Bénavent ;
- Richard, vicomte de Carlat.

Lorsqu'il mourut, son père associa au gouvernement du comté son frère cadet Guillaume, puis son demi-frère Henri, ses fils étaient encore jeunes. Ses enfants furent ainsi dépossédés, et ne reçurent de compensation qu'en 1230. Ils sont à l'origine de la famille de Bénavent[réf. nécessaire].

### Sources
- Armorial du Pays d'Oc.